# Shinshiro
Shinshiro (Japans: 新城市, Shinshiro-shi) is een stad in de Japanse prefectuur Aichi. De oppervlakte van deze stad is 499 km² en eind 2009 had de stad circa 55.500 inwoners.

## Geschiedenis
Shinshiro werd op 1 november 1958 een stad (shi).
Op 1 oktober 2005 werden de gemeente Horai (鳳来町, Hōrai-chō) en het dorp Tsukude (作手村, Tsukude-mura) aan Shinshiro toegevoegd.

## Verkeer
Shinshiro ligt aan de Iida-lijn van de Central Japan Railway Company.
Shinshiro ligt aan de Tomei-autosnelweg en aan de nationale autowegen 151, 257, 301 en 420.

## Bezienswaardigheden
- Sakurabuchi （桜ぶち） is een groot park in het centrum van Shinshiro. Het ligt tegenover de stadsbibliotheek. Het park wordt zeer gewaardeerd, ook door inwoners van omliggende steden, om het natuurschoon in de periode dat de kersenbloesem bloeit. De rivier Toyogawa loopt dwars door dit park.
- De watervallen van Ayu, Adera en Narusawa.
- De berg Horaiji, met in november een festival bij de Toshoguschrijn.
- Senmaida in het district Yotsuya, rijstvelden in terrasvorm overbruggen een hoogteverschil van ruim 200 meter.
- Jaarlijks wordt in juli de "veldslag van Shitaragahara" uit 1575 herdacht.

## Partnersteden
Shinshiro heeft een stedenband met
- New Castle (Pennsylvania), Verenigde Staten, sinds 12 november 1998

Ter gelegenheid van het 40-jarig jubileum als stad heeft Shinshiro alle steden die ook "nieuw kasteel" heten opgeroepen om een uitwisseling op te zetten. Steden die aan deze tweejaarlijkse uitwisseling hebben meegedaan zijn, naast Shinshiro,
- Neuchâtel, Zwitserland
- New Castle (Pennsylvania), Verenigde Staten
- New Castle (Indiana), Verenigde Staten
- Newcastle, Zuid-Afrika
- Newcastle-under-Lyme, Groot-Brittannië
- Neuburg an der Donau, Duitsland
- Neufchâteau, Frankrijk
- Newcastle upon Tyne, Groot-Brittannië

## Geboren in Shinshiro
- Akihiro Ota (太田 昭宏, Ōta Akihiro), politicus van de NKP

## Aangrenzende steden
- Hamamatsu
- Okazaki
- Toyohashi
- Toyokawa
- Toyota